# Guarouba guarouba
Guarouba guarouba là một loài chim trong họ Psittacidae.
Đây là một loài vẹt Tân nhiệt đới có bộ lông màu vàng vàng có kích thước trung bình bản địa lưu vực sông Amazon ở phía bắc Brazil.
Bộ lông của loài vẹt này chủ yếu là màu vàng sáng, nhưng nó cũng sở hữu lông cánh màu xanh lá cây. Nó sống trong các khu rừng mưa nhiệt đới, khô cằn ở vùng Amazon của Brazil và bị đe dọa bởi nạn phá rừng và lũ lụt, và cũng là do các cá thể hoang dã bị bẫy bất hợp pháp để buôn bán thú cưng. Nó được liệt kê trong phụ lục của Công ước CITES I.
Nhà tự nhiên học người Đức Georg Marcgraf lần đầu tiên mô tả loài chim này, được gọi là guaruba trong chuyến thám hiểm tới Brasil thuộc Hà Lan năm 1638. Tên tiếng Bồ Đào Nha và bản địa của nó, ararajuba, có nghĩa là vẹt đuôi dài nhỏ màu vàng. Trong nghề nuôi chim, đôi khi nó được gọi là conure nữ hoàng xứ Bavaria.

## Hình ảnh

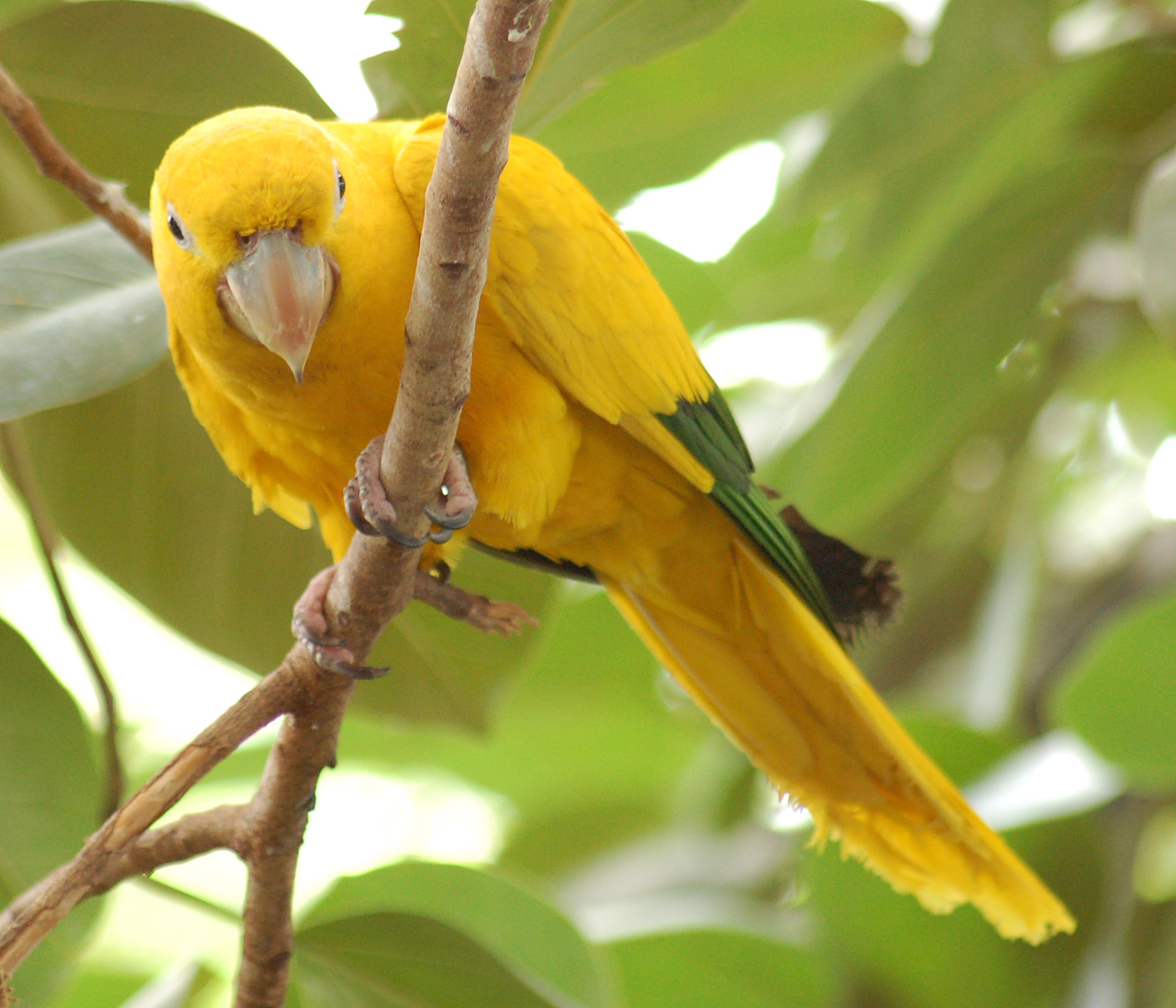
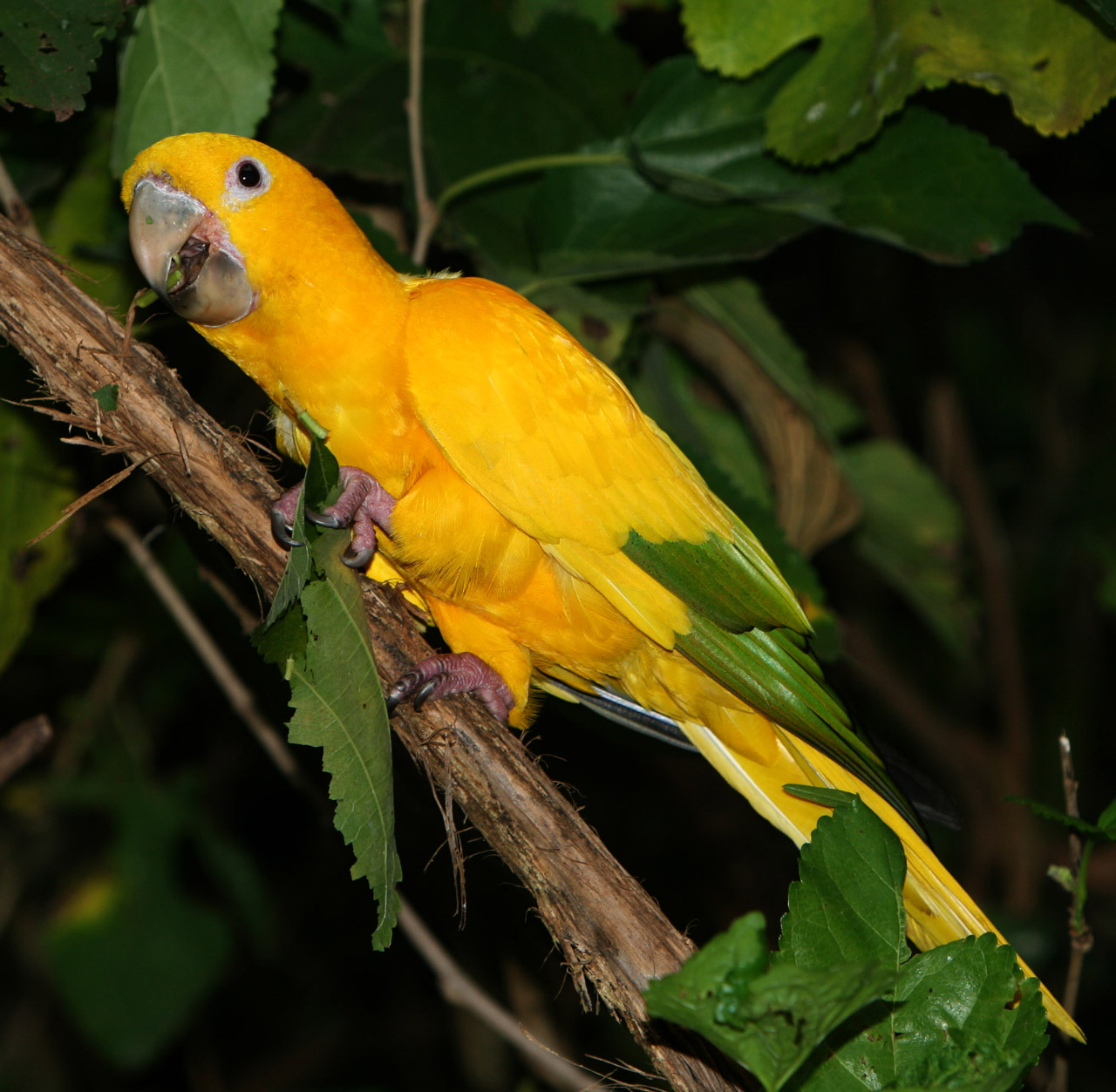
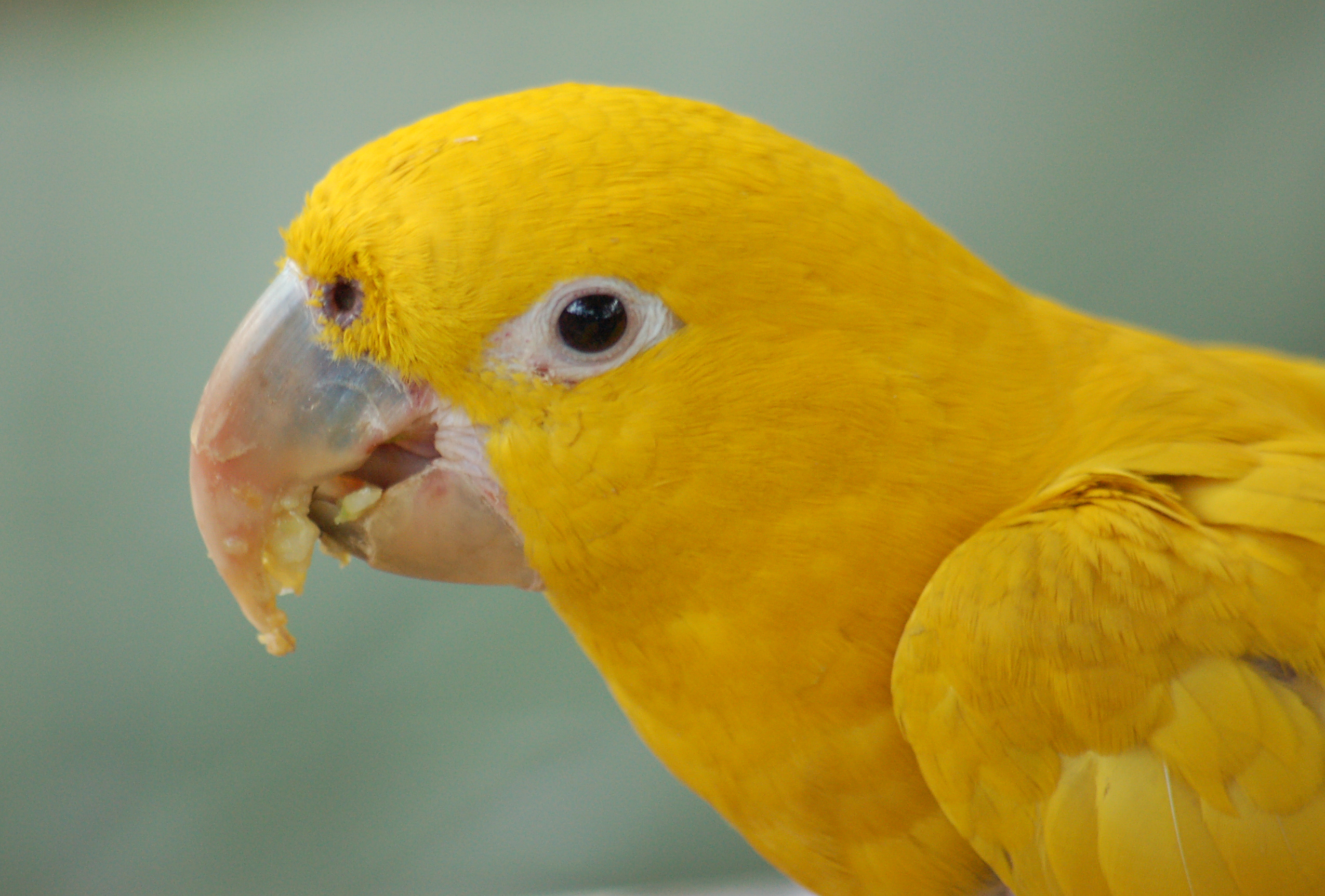
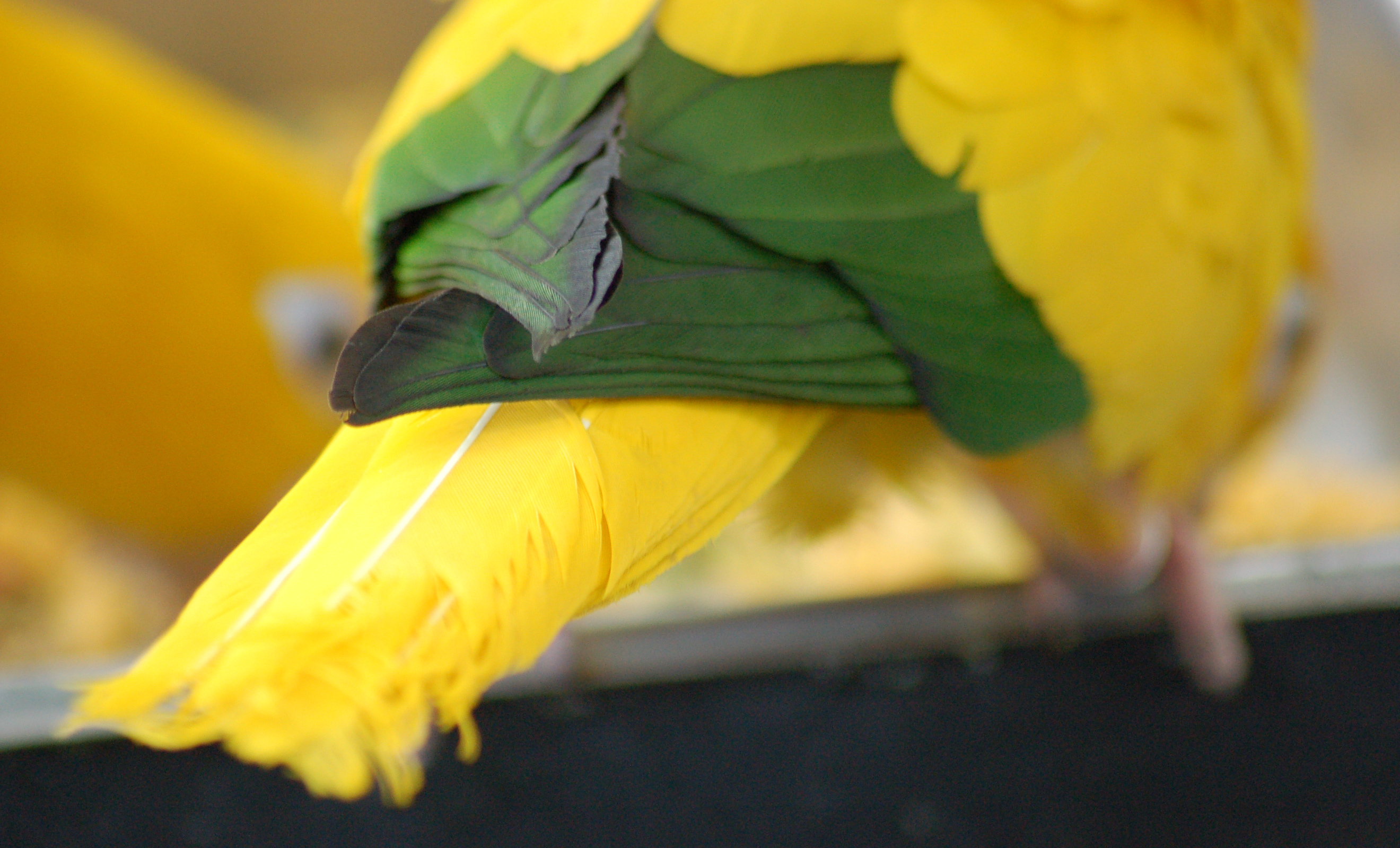
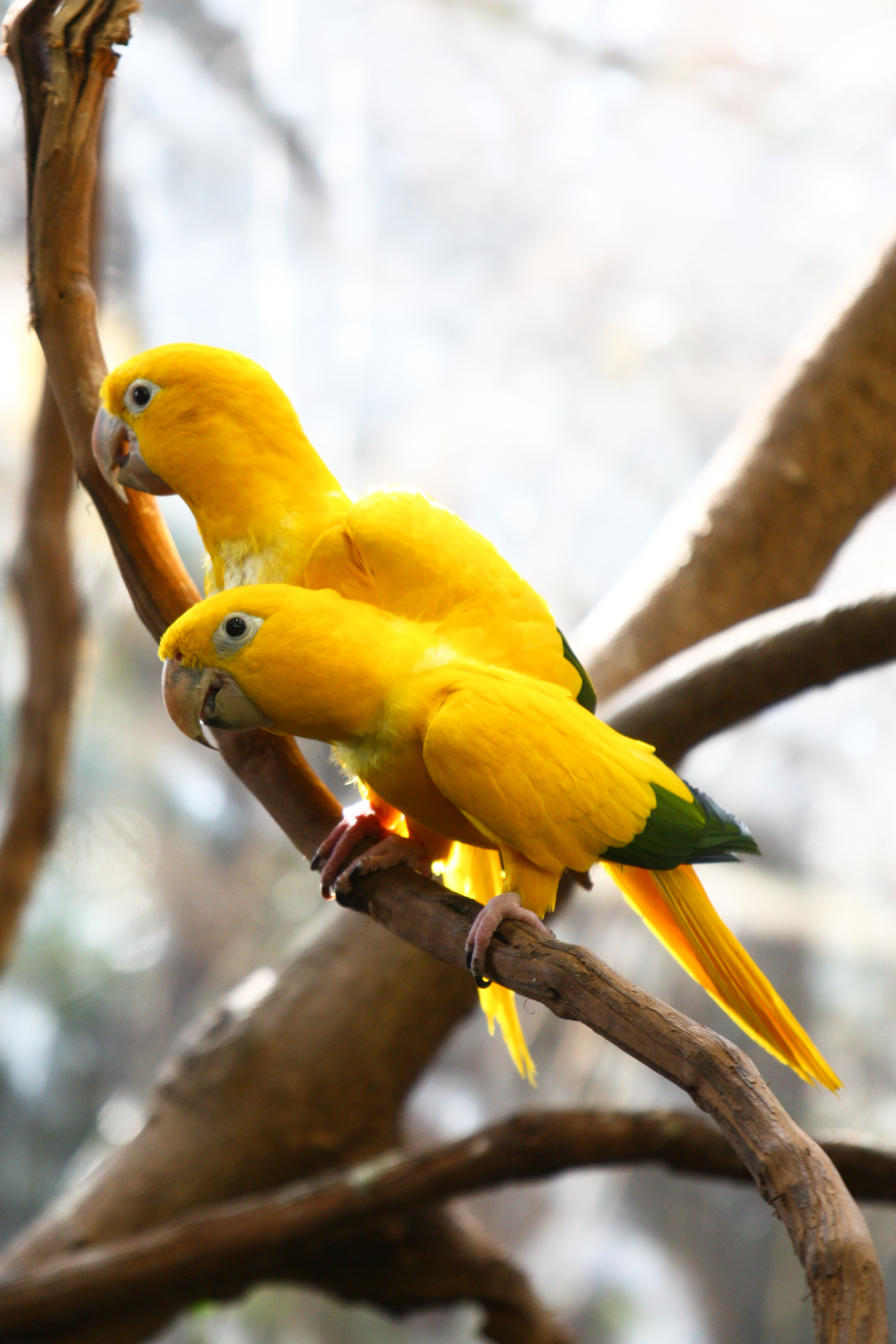
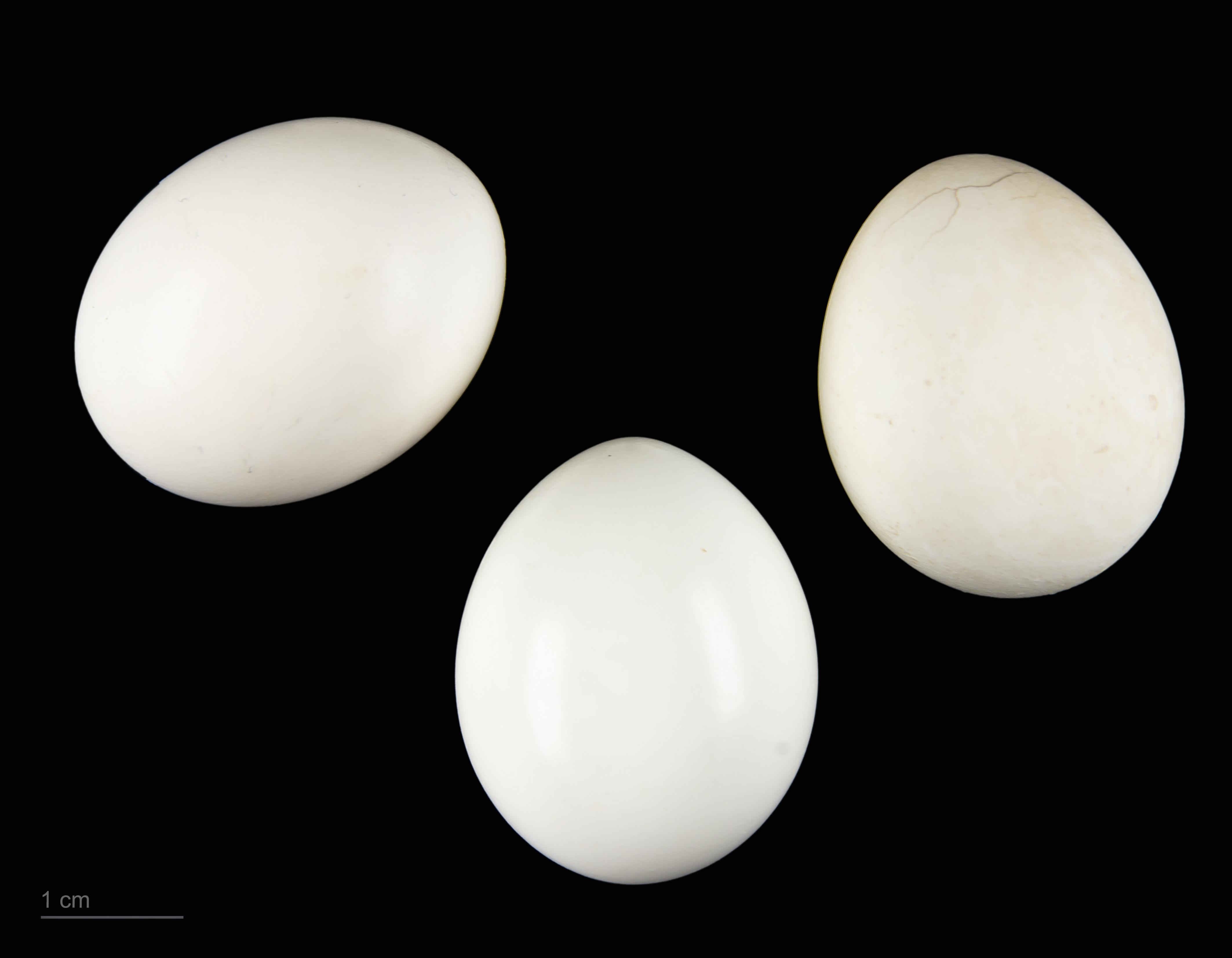
Museum specimen